# كعكة جنوية
الجِنويَّة أو الكعكة الجِنَوِيّة أو كعكة الجنواز أو جاتوه الجينواز أو عجين جينواز (بالفرنسية: génoise)‏ هي كعكة إسفنجية إيطالية تحمل اسم مدينة جنوة وترتبط بالمطبخ الإيطالي والفرنسي. بدلاً من استخدام التخمر الكيميائي يُعلّق الهواء في الخليط أثناء الخلط لنفش الحجم.
إنها كعكة بيضة كاملة على عكس بعض الكعك الإسفنجي الذي يُخفق فيه صفار البيض وبياضه منفصلان. يجري خفق البيض وأحيانًا صفار إضافي بالسكر وتسخينه في نفس الوقت باستخدام حمام مائي أو لهب إلى مرحلة معروفة لدى صانعي الحلويات باسم "مرحلة الشريط". الجنوية عمومًا كعكة قليلة الدهن تحصل على معظم دهونها من صفار البيض لكن بعض الوصفات تضيف أيضًا الزبدة المذابة قبل الخبز.